# Поколюбичский сельсовет
Поколюбичский сельсовет (бел. Пакалю́біцкі сельсавет) — административная единица на территории Гомельского района Гомельской области Беларуси. Административный центр — агрогородок Поколюбичи.
Население 5877 человек.

## История
Поколюбичский сельский Совет рабочих, крестьянских и красноармейских депутатов с центром в д. Поколюбичи был образован в 1919 году в составе Поколюбичской волости Гомельского уезда.
Названия:
- с 1919 — Поколюбичский сельский Совет рабочих, крестьянских и красноармейских депутатов
- с 5.12.1936 — Поколюбичский сельский Совет депутатов трудящихся
- с 7.10.1977 — Поколюбичский сельский Совет народных депутатов
- с 15.3.1994 — Поколюбичский сельский Совет депутатов[3].

Административная подчинённость:
- с 1919 — в Поколюбичской волости Гомельского уезда
- с 9.5.1923 — в Гомельской волости Гомельского уезда
- с 8.12.1926 — в Гомельском районе
- с 10.2.1931 — в Гомеле
- с 27.7.1937 — в Гомельском районе[3].

## Административное устройство
1 августа 1974 года деревня Волотова Поколюбичского сельсовета Гомельского района включена в городскую черту города Гомеля.

## Состав
Поколюбичский сельсовет включает 14 населённых пунктов:
- Грива — посёлок
- Залинейный — посёлок
- Калинино — посёлок
- Красный Маяк — посёлок
- Лопатино — деревня
- Мостище — посёлок
- Остров — посёлок
- Плёсы — деревня
- Поколюбичи — агрогородок
- Прудок — посёлок
- Ржавец — посёлок
- Светлая Заря — посёлок
- Церковье — посёлок
- Янтарный — посёлок

Упразднённые или исключённые населённые пункты:
- Волотова — деревня

## Инфраструктура
На территории сельсовета расположены 2 отделения связи, отделение ОАО "АСБ Беларусбанк", 6 магазинов, кафе «Колосок», кафетерий. Медицинское обслуживание осуществляют Поколюбичская врачебная амбулатория общей практики и 2 ФАПа. Работают 2 сельских Дома культуры и 2 библиотеки, 3 детских сада, 2 средние школы, 2 музыкальные школы.

## Культура
- Государственное учреждение «Гомельский историко-краеведческий музей» в аг. Поколюбичи[5]

## Достопримечательность
- Памятный знак в честь Гомельского полка народного ополчения и 2 взвода 53-го "Ченковского" мотострелкового полка войск НКВД в урочище Семень.
- Памятник-вертолёт Ми-2. Расположен на территории фермерского хозяйства “Гринвэй Фрут” в посёлке Янтарный